# Mesochorus jenniferae
Mesochorus jenniferae là một loài tò vò trong họ Ichneumonidae.